# 閩海省

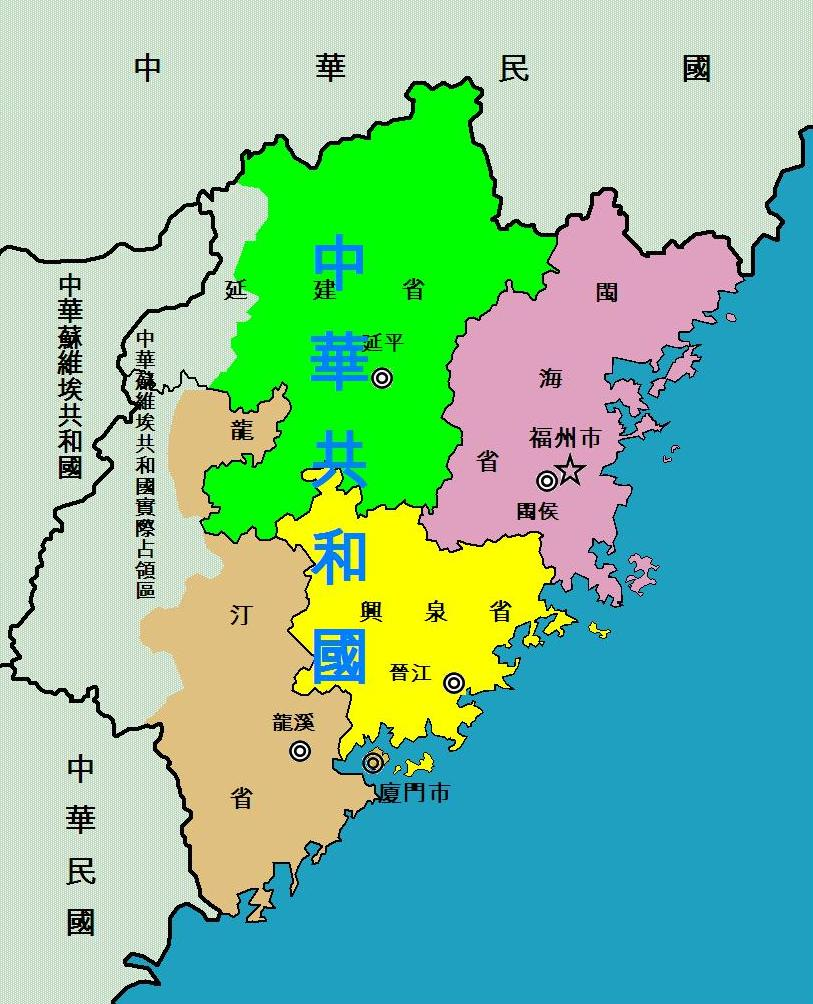
中華共和国地図。ビンクの部分が閩海省

閩海省（びんかい-しょう）は中華共和国により1933年に設置された省。現在の福建省北東部に相当する。
1934年、南京国民政府により中華共和国が解体されると、閩海省も廃止された。

## 行政区画
省会の閩侯県以下、15県を管轄した。
- 閩侯県
- 長楽県
- 福清県
- 連江県
- 羅源県
- 古田県
- 閩清県
- 屏南県
- 永泰県
- 平潭県
- 霞浦県
- 福鼎県
- 福安県
- 寧徳県
- 寿寧県